# Daehap-myeon
Daehap-myeon (koreanska: 대합면) är en socken i kommunen Changnyeong-gun i provinsen Södra Gyeongsang i den sydöstra delen av Sydkorea, 260 km sydost om huvudstaden Seoul. 